# Borovets
Borovets (bulgariska: Боровец), fram till mitten av 1900-talet känd som Tjamkorija (bulgariska: Чамкория), är en bergsort i Bulgarien, belägen i Sofijska oblast vid berget Rila. Orten grundades 1896 som kunglig jaktplats (Bulgarien var monarki på den tiden), men utvecklades snabbt även till vintersportort.

## Sport
Tävlingar vid världscupen i utförsskidåkning har hållits här. Här hölls även världsmästerskapen i skidskytte 1993.
Världsmästerskapen i skidorientering 2002 avgjordes också här.

### Fotnoter
1. ↑  Marit Sundberg (10 februari 2015). ”De nio bästa okända skidorterna”. Dagens nyheter. http://www.dn.se/resor/nyheter/de-nio-basta-okanda-skidorterna/. Läst 3 mars 2016.
2. ↑  ”World Ski Orienteering Championships 2002” (på engelska). http://orienteering.org/events/?event_id=127. Läst 9 september 2012.